# Meiacanthus anema
Meiacanthus anema är en fiskart som först beskrevs av Pieter Bleeker 1852.  Meiacanthus anema ingår i släktet Meiacanthus och familjen Blenniidae. IUCN kategoriserar arten globalt som otillräckligt studerad. Inga underarter finns listade i Catalogue of Life.